# Suiza en los Juegos Olímpicos de Lillehammer 1994
Suiza estuvo representada en los Juegos Olímpicos de Lillehammer 1994 por un total de 59 deportistas que compitieron en 10 deportes.  
El portador de la bandera en la ceremonia de apertura fue el deportista de bobsleigh Gustav Weder.

## Medallistas
El equipo olímpico suizo obtuvo las siguientes medallas:
| Nombre                                                 | Deporte           | Competición                    |
| ------------------------------------------------------ | ----------------- | ------------------------------ |
| Oro                                                    |                   |                                |
| Gustav Weder Donat Acklin                              | Bobsleigh         | Doble M                        |
| Andreas Schönbächler                                   | Esquí acrobático  | Salto aéreo M                  |
| Vreni Schneider                                        | Esquí alpino      | Eslalon F                      |
| Plata                                                  |                   |                                |
| Reto Götschi Guido Acklin                              | Bobsleigh         | Doble M                        |
| Gustav Weder Donat Acklin Kurt Meier Domenico Semeraro | Bobsleigh         | Cuádruple M                    |
| Vreni Schneider                                        | Esquí alpino      | Combinada F                    |
| Urs Kälin                                              | Esquí alpino      | Eslalon gigante F              |
| Bronce                                                 |                   |                                |
| Jean-Yves Cuendet Hippolyt Kempf Andreas Schaad        | Combinada nórdica | Trampolín normal + 3 × 10 km M |
| Vreni Schneider                                        | Esquí alpino      | Eslalon gigante F              |